# انتقال (جدل)
الانتقال في علم الجدل هو أن ينتقل المستدل إلى استدلال غير الذي كان أخذ فيه، لكون الخصم لم يفهم وجه الدلالة من الأول كما في مناظرة الخليل الجبار لما قال ربي الذي يحيي ويميت، فقال الجبار أنا أحيي وأميت، ثم دعى بمن وجب عليه القتل فأعتقه، ومن لا يجب عليه فقتله فعلم الخليل أنه لم يفهم معنى الإحياء والإماتة، فانتقل  منه إلى أن قال فإن الله يأتي بالشمس من المشرق فأت بها من المغرب فبهت الذي كفر أي الجبار ولم يمكنه أن يقول أنا الآتي بها لأن من هو أسن منه يكذبه. واعلم أن الانتقال هو أن ينتقل المستدل من كلام إلى كلام آخر وهو إنما يكون قبل أن يتم إثبات الحكم الأول وأقسامه المعتبرة في المناظرة أربعة: الأول الانتقال إلى علة أخرى لإثبات علة القياس وهو صحيح، لكن لا يسمى انتقالا حقيقة لأن الانتقال حقيقة أن يترك الكلام الأول بالكلية ويشتغل بالآخر كما في قصة الخليل . وإنما أطلق الانتقال عليه لأنه ترك هذا الكلام واشتغل بكلام آخر. والثاني الانتقال إلى علة لإثبات حكم القياس وهو ليس بصحيح على الأصح. والثالث الانتقال إلى علة أخرى لإثبات حكم آخر يحتاج إليه حكم القياس. والرابع الانتقال إلى حكم يحتاج إليه حكم القياس بأن يثبت بعلة القياس.